# Hawker Hornbill
L'Hawker Hornbill (Bucero in italiano) fu l'ultimo aereo militare realizzato dalla Hawker Aircraft sotto la direzione di W. G. Carter. L'aereo non ebbe successo a causa di problemi sia al motore che al radiatore.

## Storia

### Design
L'Hornbill fu costruito con materiali misti, con un alloggiamento per il motore in acciaio e la parte anteriore della fusoliera ricoperta con fogli di duralluminio, mentre la parte posteriore fu realizzata in legno e ricoperta con tela come anche le ali. Come motore venne montato il Rolls-Royce Condor IV da 698 hp (520 kW) con un'elica in legno a basso angolo di attacco.

### Prestazioni
Il progetto fu avviato nel 1925 e il primo volo ebbe luogo nel luglio dello stesso anno. L'aereo dimostrò ben presto la sua elevata velocità, ma fu anche chiaro che soffriva di problemi di stabilità e controllo. A 241 km/h (150 mph) le virate strette non potevano essere eseguite senza un utilizzo massiccio del timone di coda, inoltre nei voli di test il motore si surriscaldò sempre. Per evitare questo problema venne sostituito il radiatore singolo con due radiatori alloggiati sotto le ali inferiori, ma il problema rimaneva comunque. Da segnalare anche che le dimensioni contenute della cabina di pilotaggio limitavano i movimenti del pilota. A causa di questi problemi il progetto non ottenne successo presso la Royal Air Force e l'ulteriore sviluppo del mezzo venne arrestato.